# Michael Modano
Temple de la renommée : 2014
Temple de la renommée de l'IIHF : 2019
Temple de la renommée du hockey américain : 2012
Michael Modano, dit Mike Modano, (né le 7 juin 1970 à Livonia ville du Michigan aux États-Unis) est un joueur professionnel américain de hockey sur glace.

## Carrière en club
Il est repêché par les North Stars du Minnesota lors du repêchage d'entrée dans la LNH 1988, à la première position. Modano est le deuxième américain à avoir été repêché au tout premier rang d'un repêchage de la LNH, après Brian Lawton (1983).  Les autres américains à avoir été repêché au premier rang d'un repêchage sont Bryan Berard (1995), Rick DiPietro (2000), Erik Johnson (2006) et Patrick Kane (2007).
Il passe presque toute sa carrière professionnelle avec la franchise des Stars (les cinq premières années avec les North Stars du Minnesota). Il gagne la Coupe Stanley en 1999. Il connait ses meilleures saisons en 1992-1993 et en 1993-1994 avec des récoltes de 93 points. Modano est le capitaine des Stars en 2003, année au cours de laquelle il a atteint le plateau des 1 000 points en carrière dans la LNH. Il est cependant remplacé à titre de capitaine par son assistant Brenden Morrow au début de la saison 2006-2007.
Modano marqué son 500e but en saison régulière dans la LNH ble 13 mars 2007 face à Antero Niittymäki des Flyers de Philadelphie. Le 17 mars 2007, il inscrit ses 502 et 503e buts, contre les Predators de Nashville, battant le record de buts marqués par un joueur américain en saison régulière, record jusqu'alors détenu par Joe Mullen. Une mini-polémique éclate par ailleurs après la rencontre, après que les Predators ne mentionnent pas le nouveau record établi.
Modano détient également le record de points inscrits par un joueur américain, record qui appartenait auparavant à Phil Housley, depuis le 7 novembre 2007 en marquant deux buts en 5 minutes face aux Sharks de San José, le but établissant le record étant un but inscrit en infériorité numérique.
Cependant, en juillet 2010, son contrat expire et les Stars annoncent qu'il ne sera pas reconduit. Joe Nieuwendyk, directeur-général de Dallas explique qu'il préfère faire de la place pour les jeunes joueurs de l'organisation, tout en reconnaissant tout ce que Mike a apporté aux Stars durant toute sa carrière.
Le 3 août 2010, il annonce qu'il en est venu à une entente pour une saison avec les Red Wings de Détroit. Le vendredi 23 septembre 2011 il signe un contrat de 999 999 $ en faveur des Stars de Dallas pour annoncer sa retraite et partir en tant que membre de cette équipe, où il effectua 21 saisons. Le 8 mars 2014, son numéro 9 est « retiré » par les Stars de Dallas.
Le 23 juin 2014, il est intronisé au Temple de la renommée du hockey.

### Honneurs et récompenses
- 1990 : Nommé au sein de l'équipe étoile des recrues de la LNH
- Participation à 7 Matchs des étoiles de la LNH : 1993, 1998, 1999, 2000, 2003, 2004, 2009,
- 1999 : Mike Modano gagne la coupe Stanley avec les Stars de Dallas.
- 2007 : Mike Modano devient le meilleur marqueur de but en LNH pour un joueur né aux États-Unis[6].
- 2007 : Mike Modano devient le meilleur marqueur de point en LNH pour un joueur né aux États-Unis.
- 2012: intronisé au Temple de la renommée du hockey américain.
- 2014: intronisé au Temple de la renommée du hockey.
- 2017 : nommé parmi les 100 plus grands joueurs de la LNH à l'occasion du Centenaire de la ligue[7].

## Statistiques
| Saison     | Équipe                   | Ligue      |       | Saison régulière | Saison régulière | Saison régulière | Saison régulière | Saison régulière |    | Séries éliminatoires | Séries éliminatoires | Séries éliminatoires | Séries éliminatoires | Séries éliminatoires |
| Saison     | Équipe                   | Ligue      | PJ    | B                | A                | Pts              | Pun              | PJ               | B  | A                    | Pts                  | Pun                  |                      |                      |
| 1986-1987  | Raiders de Prince Albert | LHOu       | 70    | 32               | 30               | 62               | 26               | 8                | 1  | 4                    | 5                    | 4                    |                      |                      |
| 1987-1988  | Raiders de Prince Albert | LHOu       | 65    | 47               | 80               | 127              | 80               | 9                | 7  | 11                   | 18                   | 18                   |                      |                      |
| 1988-1989  | Raiders de Prince Albert | LHOu       | 41    | 39               | 66               | 105              | 74               | -                | -  | -                    | -                    | -                    |                      |                      |
| 1988-1989  | North Stars du Minnesota | LNH        | -     | -                | -                | -                | -                | 2                | 0  | 0                    | 0                    | 0                    |                      |                      |
| 1989-1990  | North Stars du Minnesota | LNH        | 80    | 29               | 46               | 75               | 63               | 7                | 1  | 1                    | 2                    | 12                   |                      |                      |
| 1990-1991  | North Stars du Minnesota | LNH        | 79    | 28               | 36               | 64               | 61               | 23               | 8  | 12                   | 20                   | 16                   |                      |                      |
| 1991-1992  | North Stars du Minnesota | LNH        | 76    | 33               | 44               | 77               | 46               | 7                | 3  | 2                    | 5                    | 4                    |                      |                      |
| 1992-1993  | North Stars du Minnesota | LNH        | 82    | 33               | 60               | 93               | 83               | -                | -  | -                    | -                    | -                    |                      |                      |
| 1993-1994  | Stars de Dallas          | LNH        | 76    | 50               | 43               | 93               | 54               | 9                | 7  | 3                    | 10                   | 16                   |                      |                      |
| 1994-1995  | Stars de Dallas          | LNH        | 30    | 12               | 17               | 29               | 8                | -                | -  | -                    | -                    | -                    |                      |                      |
| 1995-1996  | Stars de Dallas          | LNH        | 78    | 36               | 45               | 81               | 63               | -                | -  | -                    | -                    | -                    |                      |                      |
| 1996-1997  | Stars de Dallas          | LNH        | 80    | 35               | 48               | 83               | 42               | 7                | 4  | 1                    | 5                    | 0                    |                      |                      |
| 1997-1998  | Stars de Dallas          | LNH        | 52    | 21               | 38               | 59               | 32               | 17               | 4  | 10                   | 14                   | 12                   |                      |                      |
| 1998-1999  | Stars de Dallas          | LNH        | 77    | 34               | 47               | 81               | 44               | 23               | 5  | 18                   | 23                   | 16                   |                      |                      |
| 1999-2000  | Stars de Dallas          | LNH        | 77    | 38               | 43               | 81               | 48               | 23               | 10 | 13                   | 23                   | 10                   |                      |                      |
| 2000-2001  | Stars de Dallas          | LNH        | 81    | 33               | 51               | 84               | 52               | 9                | 3  | 4                    | 7                    | 0                    |                      |                      |
| 2001-2002  | Stars de Dallas          | LNH        | 78    | 34               | 43               | 77               | 38               | -                | -  | -                    | -                    | -                    |                      |                      |
| 2002-2003  | Stars de Dallas          | LNH        | 79    | 28               | 57               | 85               | 30               | 12               | 5  | 10                   | 15                   | 4                    |                      |                      |
| 2003-2004  | Stars de Dallas          | LNH        | 76    | 14               | 30               | 44               | 46               | 5                | 1  | 2                    | 3                    | 8                    |                      |                      |
| 2005-2006  | Stars de Dallas          | LNH        | 78    | 27               | 50               | 77               | 58               | 5                | 1  | 3                    | 4                    | 4                    |                      |                      |
| 2006-2007  | Stars de Dallas          | LNH        | 59    | 22               | 21               | 43               | 34               | 7                | 1  | 1                    | 2                    | 4                    |                      |                      |
| 2007-2008  | Stars de Dallas          | LNH        | 82    | 21               | 36               | 57               | 48               | 18               | 5  | 7                    | 12                   | 22                   |                      |                      |
| 2008-2009  | Stars de Dallas          | LNH        | 80    | 15               | 31               | 46               | 46               | -                | -  | -                    | -                    | -                    |                      |                      |
| 2009-2010  | Stars de Dallas          | LNH        | 59    | 14               | 16               | 30               | 22               | -                | -  | -                    | -                    | -                    |                      |                      |
| 2010-2011  | Red Wings de Détroit     | LNH        | 40    | 4                | 11               | 15               | 8                | 2                | 0  | 1                    | 1                    | 0                    |                      |                      |
| Totaux LNH | Totaux LNH               | Totaux LNH | 1 499 | 561              | 813              | 1 374            | 926              | 176              | 58 | 88                   | 146                  | 128                  |                      |                      |

## Carrière internationale
Il a joué avec l'équipe des États-Unis de hockey sur glace :
- 1988 : championnat du monde de hockey junior
- 1989 : championnat du monde de hockey junior
- 1990 : championnat du monde de hockey
- 1991 : coupe Canada (médaille d'argent)
- 1993 : championnat du monde de hockey
- 1996 : Coupe du monde de hockey (médaille d'or)
- 1998 : Jeux olympiques de Nagano
- 2002 : Jeux olympiques de Salt Lake City (médaille d'argent)
- 2004 : coupe du monde de hockey
- 2005 : championnat du monde de hockey
- 2006 : Jeux olympiques de Turin